# Sergio Cidoncha
Sergio Cidoncha Fernández, né le 27 août 1990 à L'Escurial, est un footballeur espagnol évoluant actuellement au poste de milieu offensif au Kerala Blasters.